# Triplax russica
Triplax russica är en skalbaggsart som först beskrevs av Carl von Linné 1758.  Triplax russica ingår i släktet Triplax, och familjen trädsvampbaggar. Arten är reproducerande i Sverige.

## Bildgalleri

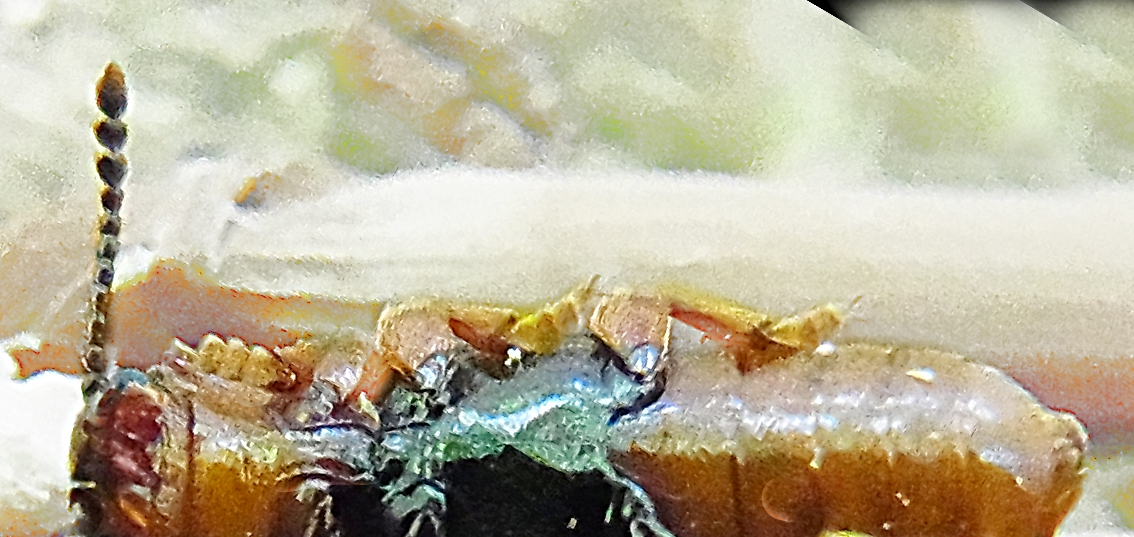